# Marshallisch-portugiesische Beziehungen
Die marshallisch-portugiesischen Beziehungen beschreiben das zwischenstaatliche Verhältnis der Marshallinseln und Portugal. Die Länder unterhalten direkte diplomatische Beziehungen.
Die Beziehungen der beiden Länder sind aufgrund des Mangels an gemeinsamen Interessen lediglich schwach ausgeprägt.
Es sind weder portugiesische Staatsbürger auf den Marshallinseln (Zahlen von 2005) noch Bürger der Marshallinseln in Portugal (Zahlen von 2015) gemeldet.

## Geschichte
Der in spanischen Diensten stehende portugiesische Seefahrer Pedro Fernandes de Queirós bereiste 1606 als erster Europäer einige Regionen des Pazifiks. Möglicherweise kam er auch an den heutigen Marshallinseln vorbei, die jedoch vorher schon von spanischen Seefahrern auf ihrem Weg zu den Philippinen entdeckt worden waren.
Die Marshallinseln blieben danach sowohl für Portugiesen als auch für Spanier uninteressant, da sie keine bedeutenden Handelsplätze und Handelswaren versprachen. Zudem fiel das Gebiet nach dem Vertrag von Saragossa in die spanische Sphäre, so dass insbesondere keine portugiesische Motivation bestand, hier eigene Stützpunkte einzurichten.

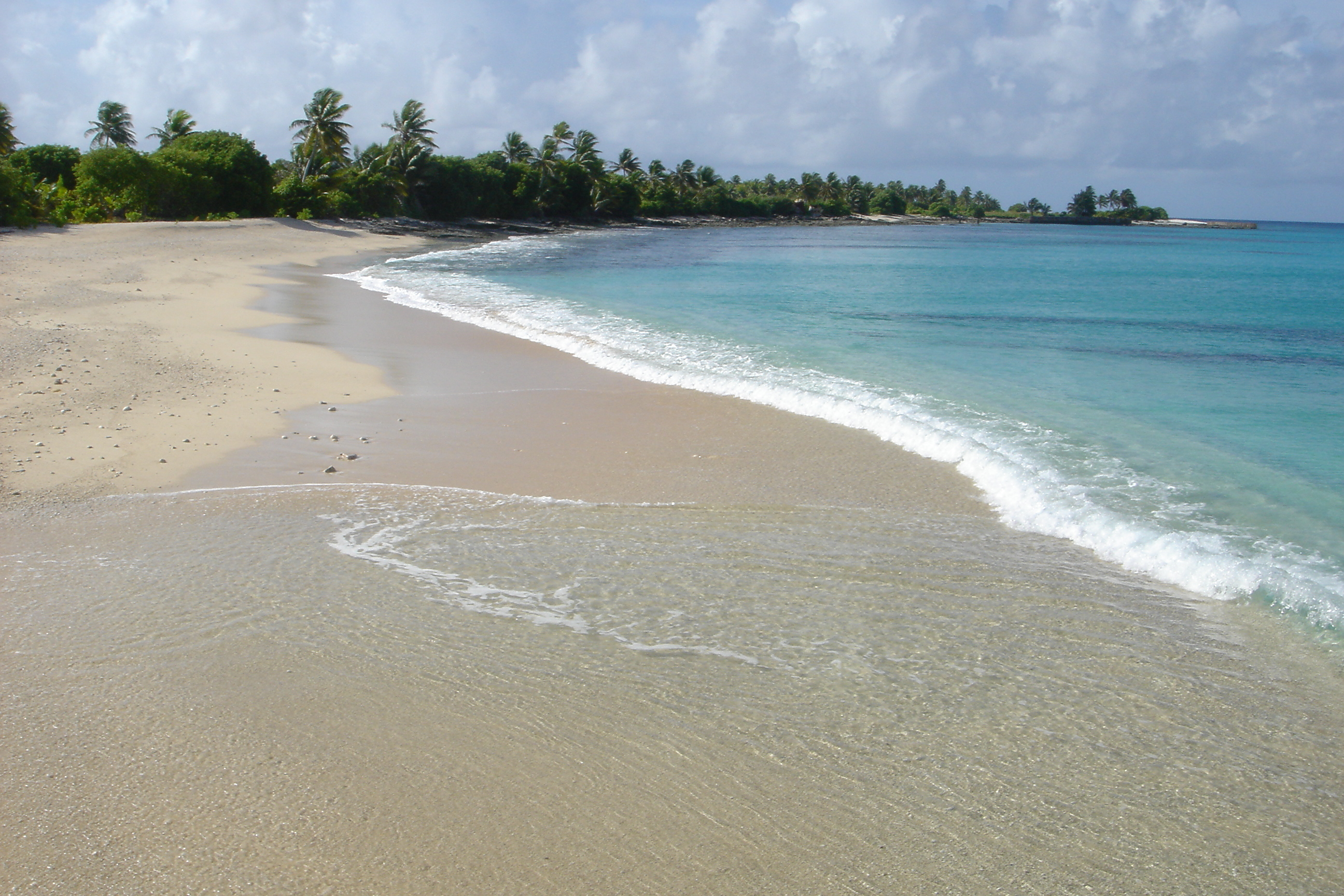
Strand im Atomwaffen-Testgebiet des Bikini-Atolls, auch für portugiesische Atomwaffengegner ein bedeutendes Thema

Die Marshallinseln wurden im 19. Jahrhundert deutsche Kolonie, bis sie 1914 von Japan erobert wurden. Mit dem Zweiten Weltkrieg kamen sie zu den USA. 1979 wurden die Marshallinseln eine Republik, blieben aber unter US-Treuhand bis 1986, um 1990 schließlich vollständige Unabhängigkeit zu erreichen. Seit 1991 sind die Marshallinseln Mitglied der UNO, der Portugal seit 1955 angehört. Damit gehörten die beiden Länder erstmals einer gemeinsamen Organisation an.
Die Marshallinseln und Portugal gingen zu einem unbekannten Zeitpunkt nach 1986 diplomatische Beziehungen ein, jedoch hat sich bisher noch kein portugiesischer Diplomat dort akkreditiert (Stand März 2017). Die Marshallinseln gehörten zum Amtsbezirk der portugiesischen Botschaft auf den Philippinen, seit deren Schließung 2007 ist der portugiesische Botschafter in der indonesischen Hauptstadt Jakarta für die Marshallinseln zuständig.
Bei portugiesischen und brasilianischen Friedensaktivisten sind die Marshallinseln vor allem im Zusammenhang mit dem Kampf gegen Atomwaffen bekannt. Sie gehören zu den Unterstützern der anhaltenden Klagen gegen die Atommächte, insbesondere in Bezug auf die Kernwaffentests auf dem Bikini-Atoll.

## Diplomatie
Portugal unterhält keine eigene Botschaft auf den Marshallinseln, das Land gehört zum Amtsbezirk des portugiesischen Botschafters in Indonesien.
In der marshallischen Hauptstadt Majuro besteht ein portugiesisches Honorarkonsulat.
Die Marshallinseln haben ebenfalls keine eigene Vertretung in Portugal. Das Land besitzt überhaupt keine Botschaft oder Konsulat in Europa, zuständig ist seine Vertretung in der US-amerikanischen Hauptstadt Washington.

## Wirtschaft
Zwischen den Marshallinseln und Portugal findet aktuell kein zählbarer Handel statt (Stand Ende 2016). So weist die portugiesische Außenhandelskammer AICEP in ihren Statistiken Zahlen zu weltweit allen Ländern aus, mit denen Portugal Handel treibt, ohne zu den Marshallinseln Zahlen anzugeben. Zuständig ist die AICEP-Niederlassung in der indonesischen Hauptstadt Jakarta.